# Djuptjärnkullen
Djuptjärnkullen är ett naturreservat i Åsele kommun i Västerbottens län.
Området är naturskyddat sedan 2012 och är 67 hektar stort. Reservatet omfattar Djuptjärnen med kringliggande våtmark och Höverkullen norr om och Djuptjärnkullen sydväst om tjärnen. Reservatet består av barrskog med inslag av lövträd och syftet med dess inrättande "... är att bevara värdefulla naturmiljöer såsom lövrika gran- och barrblandsnaturskogar samt gamla skiktade tallskogar".
Djuptjärnkullen ligger 24 km sydost om Åsele. Både stigar och informationstavla saknas. De två bergen är relativt höga och iögonfallande - Höverkullen 510 m ö.h. och Djuptjärnkullen cirka 480 m ö.h. Djuptjärnen, som ligger i en djup och trång dalgång mellan bergen, är 395 meter lång, 78 meter bred och ligger 431 m ö.h. Strax väster om Djuptjärnen ligger en knappt 100 meter lång tjärn utan namn. Båda tjärnarna avvattnas av Djuptjärnbäcken och ingår i Ångermanälvens avrinningsområde.
I reservatet har hittats många sällsynta arter som är beroende av naturskog för sin överlevnad, bland andra liten aspgelélav, dyster svävfluga, dvärgbägarlav, ringlav, rödbrun blekspik, doftskinn, fläckporing, gammelgransskål, gräddporing, gränsticka, nordtagging, stjärntagging, stor aspticka, urskogsporing, vedtrappmossa och tretåig hackspett.

## Miljöbilder

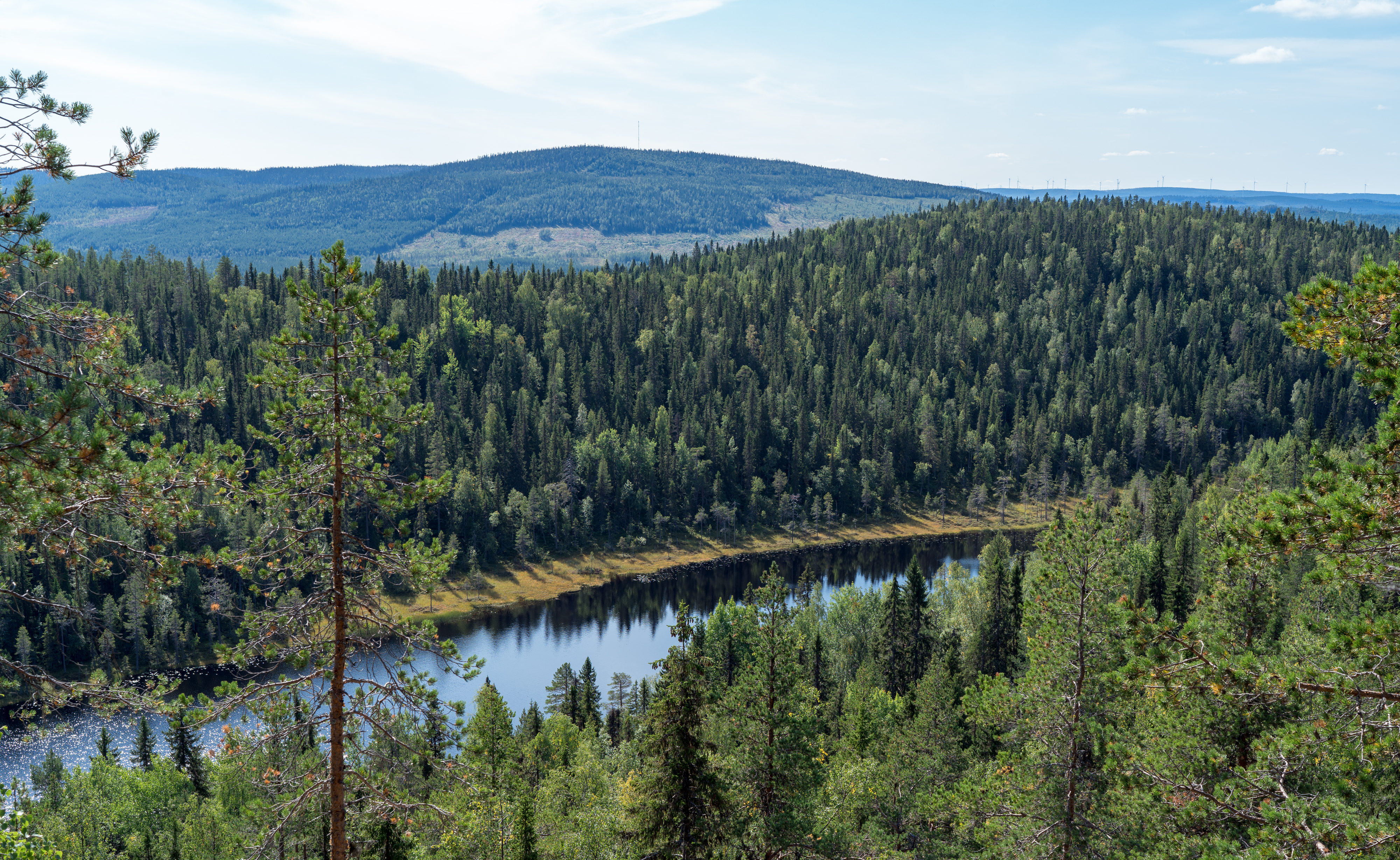
Vy från Höverkullen mot Djuptjärnen och Djuptjärnkullen.
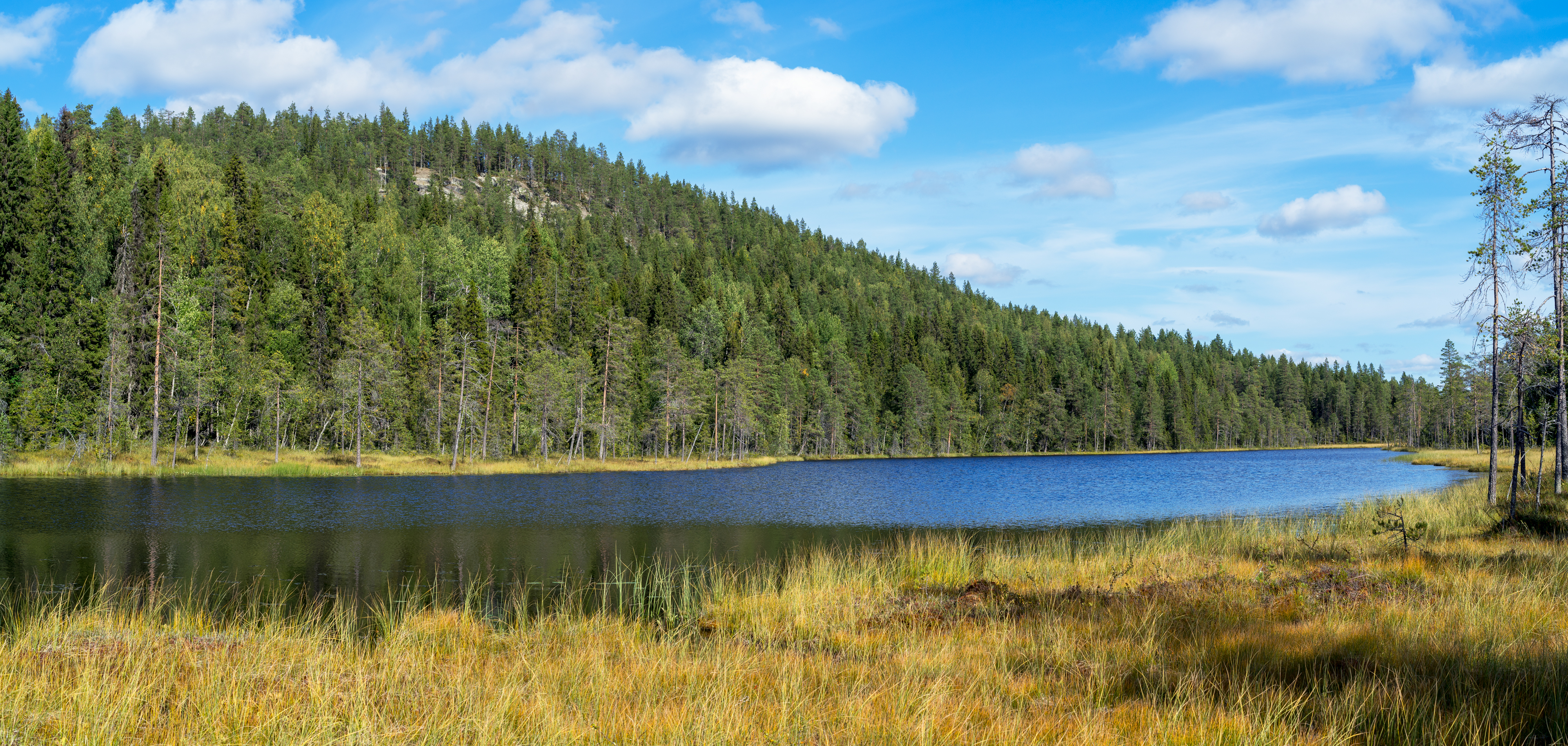
Höverkullen och Djuptjärnen
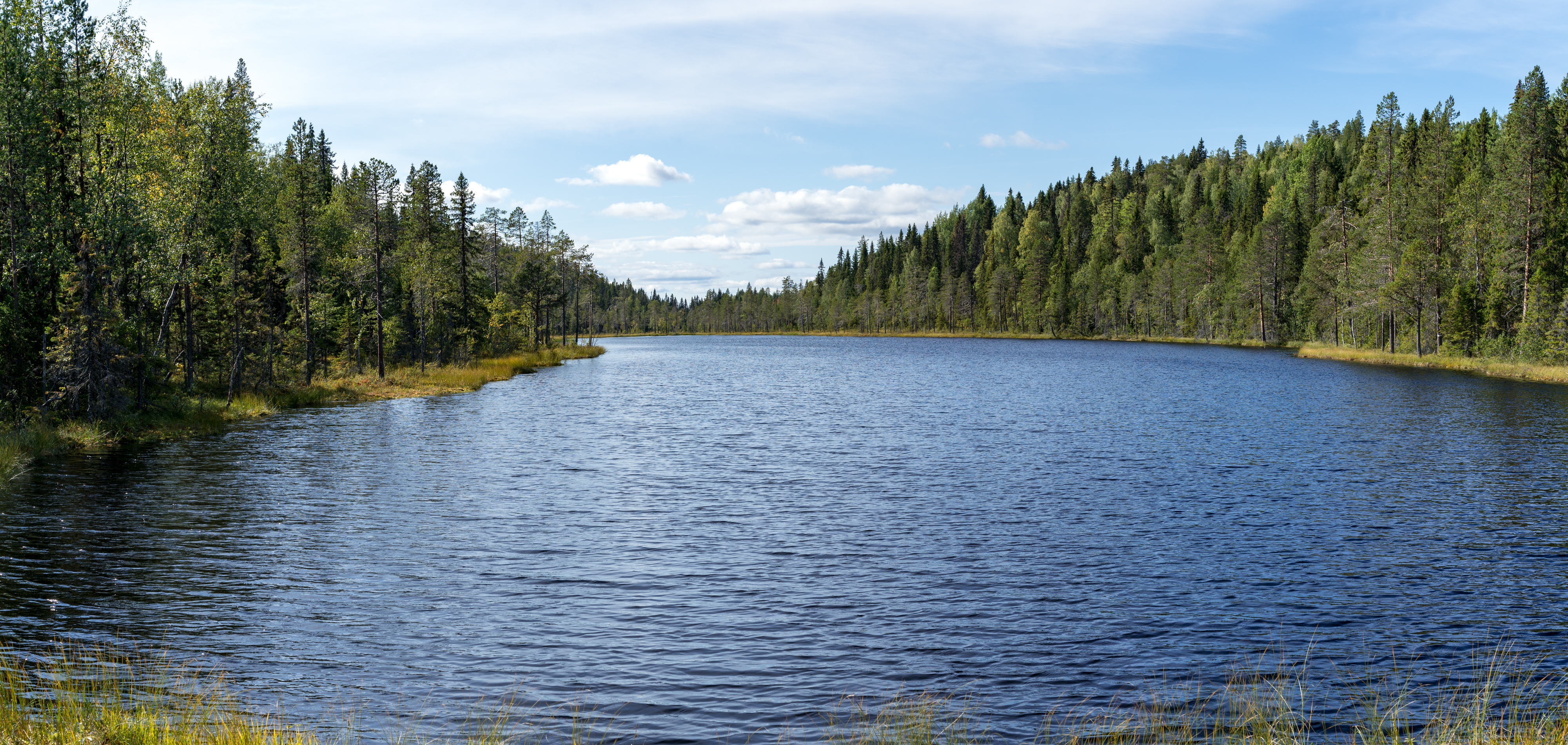
Djuptjärnen - vy mot väster.

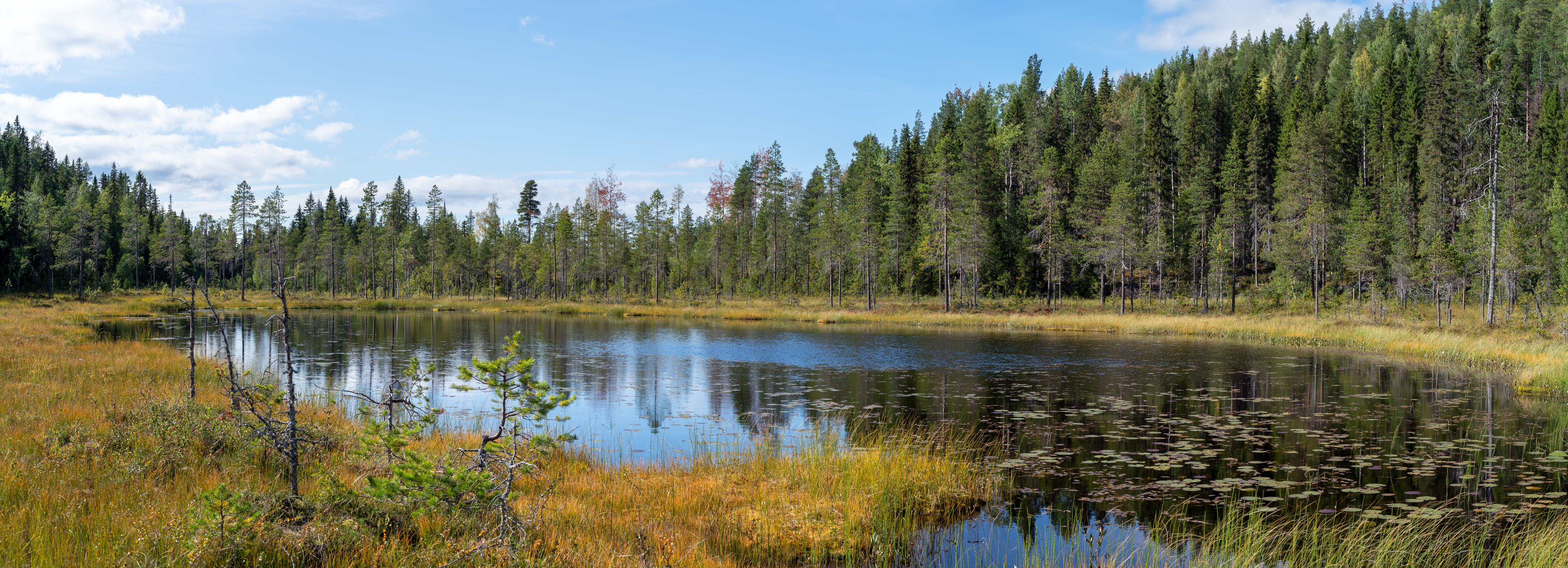
En mindre tjärn väster om Djuptjärnen.
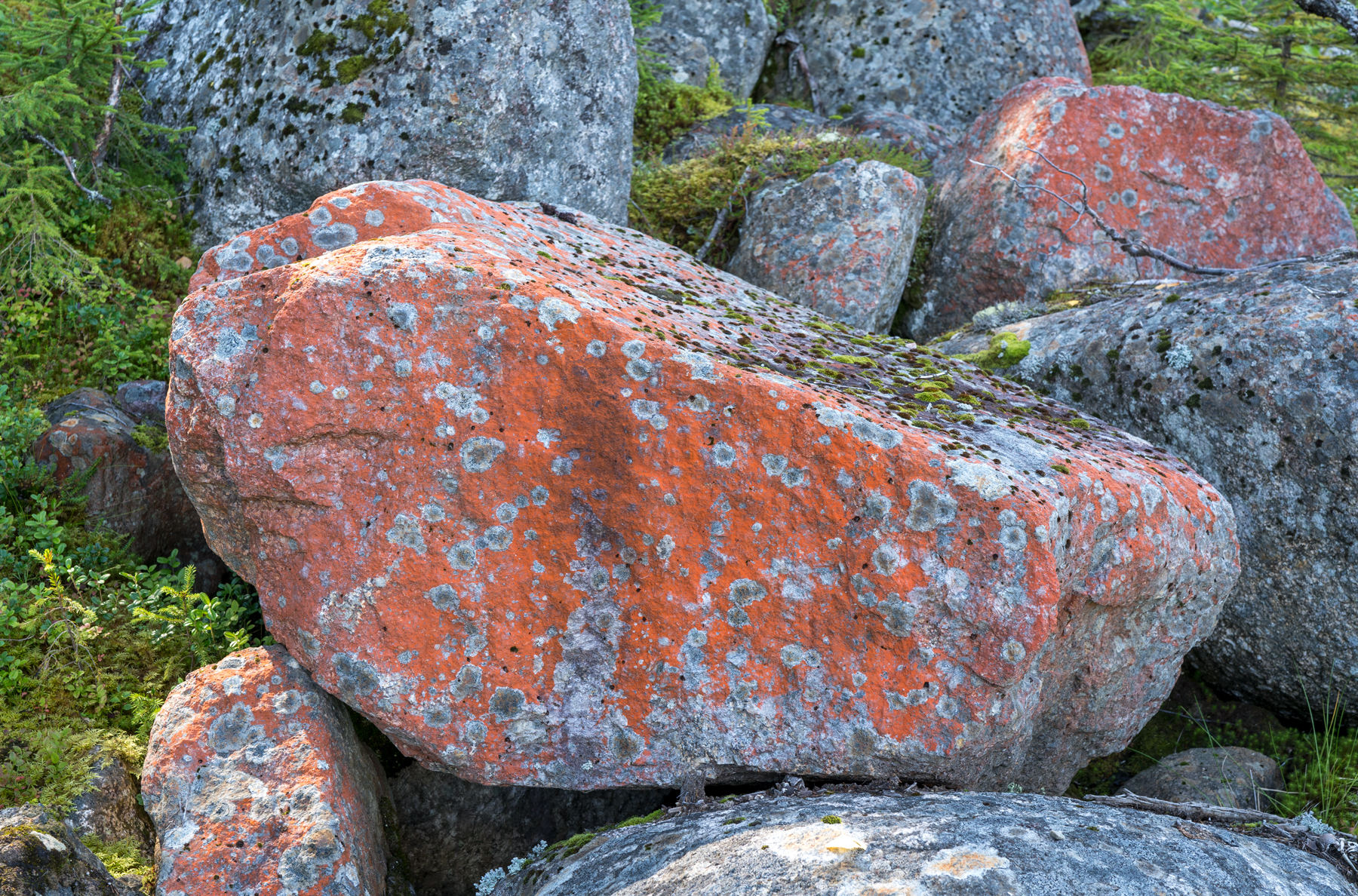
Violstensalg i reservatet Djuptjärnkullen.
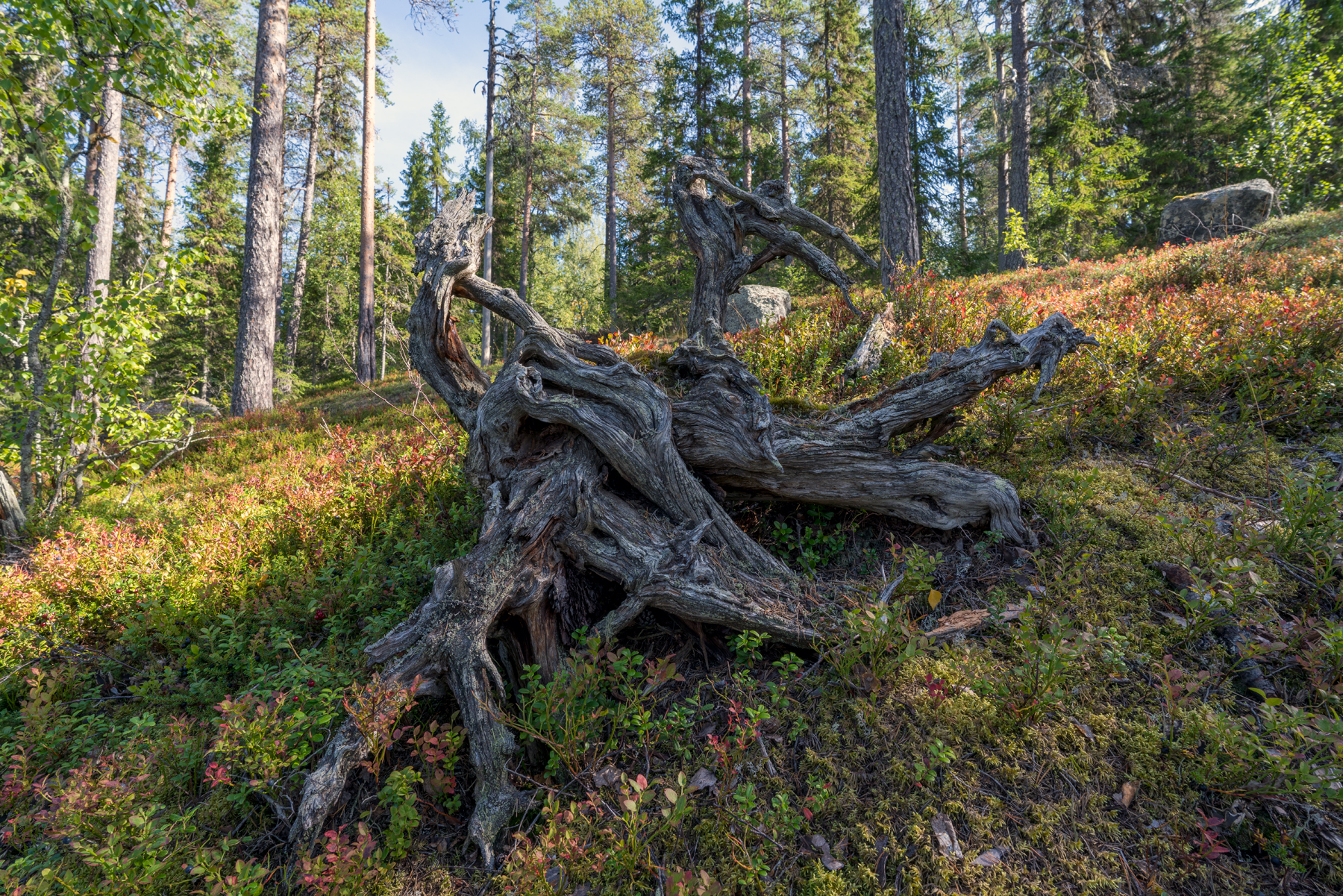
Berget Djuptjärnkullen.